# New York Jets 1998
La stagione 1998 dei New York Jets è stata la 29ª della franchigia nella National Football League, la 39ª complessiva. Sotto la guida del capo-allenatore Bill Parcells, la squadra terminò col miglior record della sua storia, 12-4, vincendo il primo titolo di division dal 1969. Tutto questo due anni dopo avere terminato col peggior record della NFL, 1-15. 
I Jets ebbero la possibilità di saltare il primo turno di playoff per la prima volta nella loro storia. Nel divisional round batterono i Jacksonville Jaguars. Con l'obiettivo di raggiungere il primo Super Bowl in trent'anni furono sconfitti dai Denver Broncos nella finale della AFC. 
I Jets del 1998 sono una delle due sole squadre nella storia della NFL a vincere sette partite durante la stagione regolare contro squadre che avrebbero raggiunto i playoff. Il quarterback Vinny Testaverde disputò una delle migliori stagioni della carriera lanciando 3.256 yard, 29 touchdown e subì 7 intercetti.
La finale della AFC fu l'ultima apparizione dei Jets ai playoff negli anni novanta e fu l'ultima volta che fecero così tanta strada sino al 2010.

## Scelte nel Draft 1998
| Scelte dei Jets nel Draft 1998 | Scelte dei Jets nel Draft 1998 | Scelte dei Jets nel Draft 1998 | Scelte dei Jets nel Draft 1998 | Scelte dei Jets nel Draft 1998 |
| Giro                           | Scelta                         | Giocatore                      | Ruolo                          | College                        |
| ------------------------------ | ------------------------------ | ------------------------------ | ------------------------------ | ------------------------------ |
| 2                              | 56                             | Dorian Boose                   | Defensive End                  | Washington State               |
| 3                              | 67                             | Scott Frost                    | Defensive Back                 | Nebraska                       |
| 3                              | 87                             | Kevin Williams                 | Free Safety                    | Oklahoma State                 |
| 4                              | 111                            | Jason Fabini                   | Offensive Tackle               | Cincinnati                     |
| 5                              | 134                            | Casey Dailey                   | Linebacker                     | Northwestern                   |
| 5                              | 141                            | Doug Karczewski                | Guard                          | Virginia                       |
| 5                              | 146                            | Blake Spence                   | Tight End                      | Oregon                         |
| 5                              | 149                            | Eric Bateman                   | Guard                          | BYU                            |
| 6                              | 163                            | Eric Ogbogu                    | Defensive End                  | Maryland                       |
| 6                              | 174                            | Chris Brazzell                 | Wide Receiver                  | Angelo State                   |
| 6                              | 183                            | Dustin Johnson                 | Running Back                   | BYU                            |
| 7                              | 195                            | Lawrence Hart                  | Tight End                      | Southern                       |

## Calendario
| Stagione regolare | Stagione regolare       | Stagione regolare  | Stagione regolare  | Stagione regolare  |
| Turno             | Avversario              | Risultato          | Stadio             |                    |
| ----------------- | ----------------------- | ------------------ | ------------------ | ------------------ |
| 1                 | at San Francisco 49ers  | S 36–30 (DTS)      | 3Com Park          |                    |
| 2                 | Baltimore Ravens        | S 24–10            | Giants Stadium     |                    |
| 3                 | Indianapolis Colts      | V 44–6             | Giants Stadium     |                    |
| 4                 | Settimana di pausa      | Settimana di pausa | Settimana di pausa | Settimana di pausa |
| 5                 | Miami Dolphins          | V 20–9             | Giants Stadium     |                    |
| 6                 | at St. Louis Rams       | S 30–10            | Trans World Dome   |                    |
| 7                 | at New England Patriots | V 24–14            | Foxboro Stadium    |                    |
| 8                 | Atlanta Falcons         | V 28–3             | Giants Stadium     |                    |
| 9                 | at Kansas City Chiefs   | V 20–17            | Arrowhead Stadium  |                    |
| 10                | Buffalo Bills           | V 34–12            | Giants Stadium     |                    |
| 11                | at Indianapolis Colts   | S 24–23            | RCA Dome           |                    |
| 12                | at Tennessee Oilers     | V 24–3             | Vanderbilt Stadium |                    |
| 13                | Carolina Panthers       | V 48–21            | Giants Stadium     |                    |
| 14                | Seattle Seahawks        | V 32–31            | Giants Stadium     |                    |
| 15                | at Miami Dolphins       | V 21–16            | Pro Player Stadium |                    |
| 16                | at Buffalo Bills        | V 17–10            | Rich Stadium       |                    |
| 17                | New England Patriots    | V 31–10            | Giants Stadium     |                    |

## Classifiche
| AFC East                 | AFC East | AFC East | AFC East | AFC East | AFC East | AFC East | AFC East |
|                          | V        | S        | P        | %        | PF       | PS       | STR      |
| ------------------------ | -------- | -------- | -------- | -------- | -------- | -------- | -------- |
| (2) New York Jets        | 12       | 4        | 0        | .750     | 416      | 266      | V6       |
| (4) Miami Dolphins       | 10       | 6        | 0        | .625     | 321      | 265      | S1       |
| (5) Buffalo Bills        | 10       | 6        | 0        | .625     | 400      | 333      | V1       |
| (6) New England Patriots | 9        | 7        | 0        | .563     | 337      | 329      | S1       |
| Indianapolis Colts       | 3        | 13       | 0        | .188     | 310      | 444      | S2       |